# ناحية خربة تين نور
ناحية خربة تين نور إحدى نواحي سوريا تتبع إداريّاً لمحافظة حمص منطقة حمص ومركزها بلدة خربة تين نور، بلغ تعداد سكان الناحية 52,879 نسمة حسب التعداد السكاني لعام 2004.

## بلدات وقرى ناحية خربة تين نور
عيصون، بلقسة، برابو، بتيسة، الضاحية العمالية، الفايزية، غزيلة، خربة الحمام، خربة السودا، خربة غازي، خربة حايك، خربة تين محمود، خربة تين نور، كنيسة، لفتايا، مرج بولاد، مرج القطا، مشاهدة (خربة السودا الثانية)، المزرعة، النويحة، قزحل، قبي، ربيعة، الربوة، الرضوانية، رام العنز، رام جبل، صنون، شلوح، سنديانة، تارين، تنونة، أم العظام، أم القصب، أم حارتين، وجه الحجر، الزرزورية، زيتي البحرة، زور بقرايا، الأنوار، المحطة، دنحا، صيادية.